# Wernsdorfer See
Das Naturschutzgebiet Wernsdorfer See ist ein 138,74 Hektar großes Naturschutzgebiet in der Berlin-Fürstenwalder Spreetalniederung in den Landkreisen Oder-Spree und Dahme-Spreewald in Brandenburg.

## Lage
Ein Großteil des Gebietes liegt im Landkreis Dahme-Spreewald, ein kleinerer Teil im Landkreis Oder-Spree auf der Gemarkung der Gemeinde Gosen-Neu Zittau. Das FFH-Gebiet befindet sich innerhalb der Verwaltungsgrenze der Stadt Königs Wusterhausen sowie der Gemarkung von Wernsdorf, ein Ortsteil von Königs Wusterhausen. Das FFH-Gebiet hat eine Breite von rund 1,5 km und eine Länge von rund 1,8 km. Es ist nach dem namensgebenden Wernsdorfer See benannt.

## Geschichte
Die Berlin-Fürstenwalder Spreetalniederung entstand als Teil des Berliner Urstromtals in der letzten Weichsel-Eiszeit. Sie besteht aus einer Niederung, die in West-Ost-Richtung verläuft und von der Spree sowie dem Oder-Spree-Kanal durchflossen wird. Die Höhenlagen betragen zwischen 30 und 45 m NHN. Zum Ende der letzten Eiszeit lagerten sich Schwemm- und Flugsande im Wernsdorfer See ab, bis ein dichter werdender Pflanzenbewuchs diese Auffüllung nach und nach beendete. Absterbende Pflanzen und Tiere führten zu einer Verlandung, die zwischen Erkner und Wernsdorf ein Flachmoor entstanden ließen. Aus archäologischen Untersuchungen ist bekannt, dass das Gebiet um den See in der mittleren Steinzeit bereits besiedelt war. Nach germanischen Stämmen sind etwa im 4. Jahrhundert erste slawische Siedlungsspuren nachweisbar. Sie sind als Bodendenkmale BD12463 und BD12464 ausgewiesen und stehen unter besonderem Schutz.
Wernsdorf wurde 1460 erstmals urkundlich erwähnt, Gosen deutlich später. Im Schmettauschen Kartenwerk von 1575–1787 ist der See noch nicht geteilt und deutlich größer. Zum Ende des 19. Jahrhunderts entstanden in der Region zahlreiche Rohrwebereien, die erhebliche Mengen Röhricht am Ufer des Sees entnahmen. Mit dem wachsenden Berlin der 1920er Jahre gewann jedoch der Tourismus stärker an Bedeutung. Eine erste Untersuchung im Jahr 1936, ob das Gebiet unter Naturschutzgebiet gestellt werden konnte, wurde durch den Ausbruch des Zweiten Weltkrieges zunächst unterbrochen, aber bereits 1946 vom Landrat des Kreises Beeskow-Storkow vorgenommen. Zwischen 1950 und 1956 wurde Berliner Müll in den See eingespült. Naturschützer stoppten 1956 diese Praxis und konnten zum 19. Oktober 1967 das Naturschutzgebiet ausweisen lassen. Östlich entstand jedoch in den 1950er Jahren eine Deponie, in dem Hausmüll entsorgt wurde. Das Naturschutzgebiet Wernsdorfer See wurde dennoch 2004 von der EU als FFH-Gebiet bestätigt. Zu den Schutzzielen zählt der Erhalt des Flachsees als Rückzugsgebiet von Wasser- und Sumpfvogelarten sowie als Aufenthalts- und Fortpflanzungshabitat für zahlreiche Tiere. Ebenso soll das Vorkommen der Wassernuss, des Schwimmfarns und bedrohter Orchideenarten sichergestellt werden. 2005 wurde die Deponie auf Grund einer fehlenden Basisabdichtung eingestellt und wird in den 2010er abgedichtet.

## Wernsdorfer See

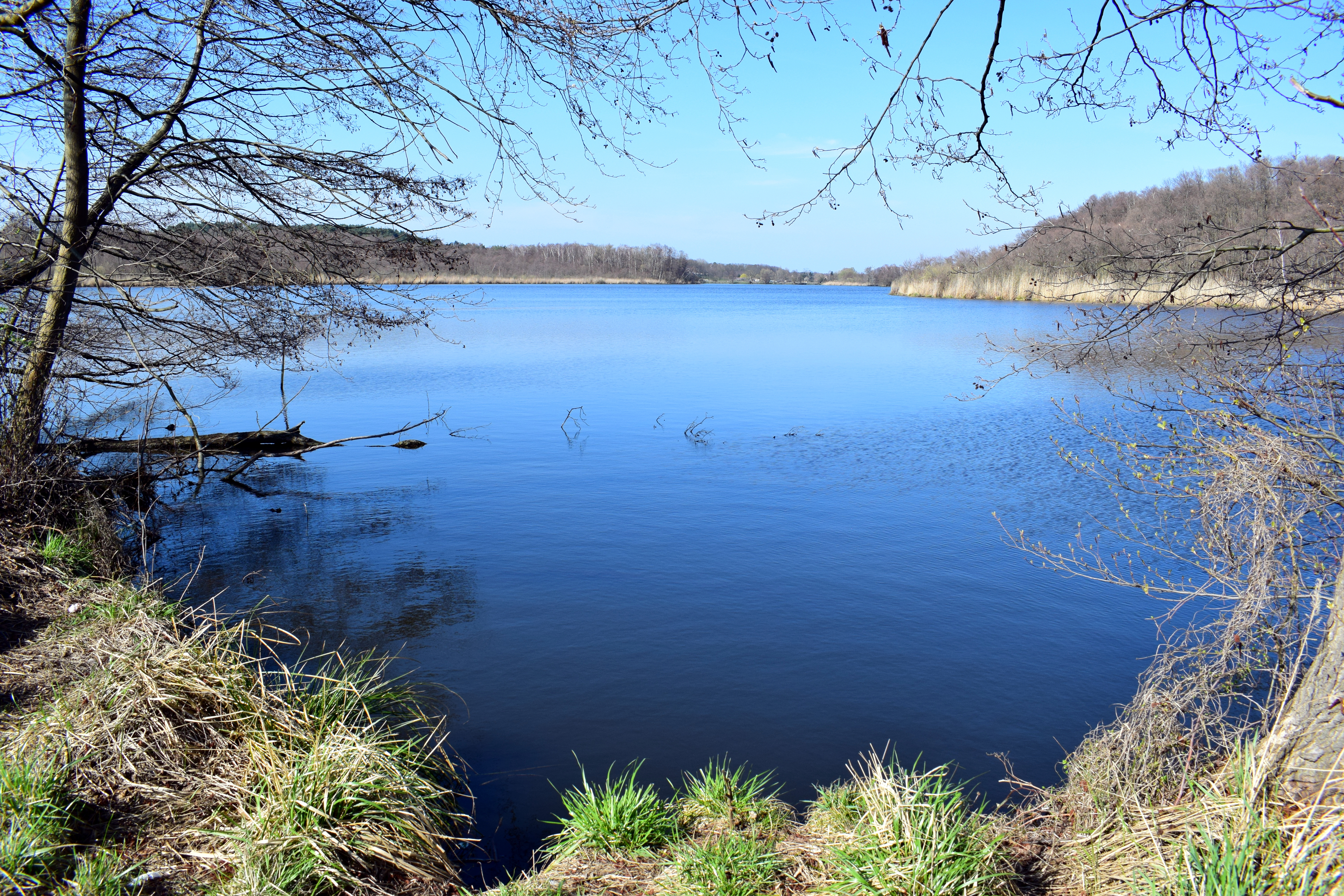
Wernsdorfer See

Vor dem Zweiten Weltkrieg war die Wasserfläche des Wernsdorfer Sees deutlich größer. Trotz der Unterschutzstellung fand nach 1945 eine Verkippung von Trümmern, Müll und Asche statt. Dabei wurde die Oberfläche des Sees um rund ein Viertel auf rund 75 Hektar verkleinert. Seine durchschnittliche Seespiegelhöhe liegt bei 32,3 m NHN; die maximale Wassertiefe zwischen 1,0 und 1,5 m im südlichen Teil und bis 0,8 m im Nordteil. Er wird von einer Tümpelquelle im Norden sowie vom Kappstrom und dem Mühlenfließ gespeist. Am südlichen Ende besteht über den Oder-Spree-Kanal eine Verbindung zum Krossinsee. Damit besteht auch eine Abhängigkeit hinsichtlich des Wasserstandes zum Kanal.

## Flora und Fauna
Das Gebiet besteht aus Dünen mit offenen Grasflächen, eutrophen Seen, feuchten Hochstaudenfluren, die sich mit mageren Flachland-Mähwiesen abwechseln, die vom Biber besiedelt werden. Die Luft wird von den nachstehenden Vögeln bevölkert: Baumfalke, Blaukehlchen, Bruchwasserläufer, Eisvogel, Fischadler, Flussregenpfeifer, Flussuferläufer, Heidelerche, Kiebitz, Kleines Sumpfhuhn, Knäkente, Kranich, Krick- und Löffelente, Neuntöter, Pirol, Rohrdommel, Rohrweihe, Rot- und Schwarzmilan, Schwarzspecht, Seeadler, Silberreiher, Sperbergrasmücke, Tafelente, Trauerseeschwalbe, Tüpfelsumpfhuhn und dem Wiedehopf. Am Boden leben weiterhin Zauneidechsen sowie der Moorfrosch. Im Wernsdorfer See wurden Rapfen und Bitterlinge nachgewiesen.
Zur Flora des Gebietes gehören unter anderem der Echte Eibisch, die Grasnelke, die Schwarzschopf-Segge, das Fleischfarbene und das Breitblättrige Knabenkraut, der Sand-Schwingel, das Gottes-Gnadenkraut, die Sand-Strohblume, der Froschbiss, die Faden-Binse, das Sumpf-Glanzkraut, der Kleine und Große Klappertopf, die Krebsschere sowie der Sumpffarn.

## Nutzung und Entwicklung
Rund zwei Drittel der Fläche sind im Besitz der Bundesrepublik Deutschland, ein knappes weiteres Drittel in Privatbesitz. Die rund 53 Hektar großen Forstflächen werden von der Oberförsterei in Königs Wusterhausen betreut; im Revier ist der gleichnamige Jagdverband tätig. Rund 8 % der Gesamtfläche (12 Hektar) werden als Grünlandfläche landwirtschaftlich genutzt, von denen jedoch ein Teil brach liegt. Die Gewässer werden vom Wasser- und Landschaftspflegeverband Untere Spree unterhalten. Im Wernsdorfer See gilt ein Badeverbot. Ein ca. 6 km langer Rundweg führt durch das Gebiet.
Der erste Entwurf eines Managementplan für das FFH-Gebiet Wernsdorfer See aus dem Juli 2019 stellt fest, dass es keine eindeutige Regelung für die Fischerei sowie die Angelnutzung gibt. Der Managementplan schlägt daher eine gesonderte Abstimmung unter den Beteiligten vor, um eine einvernehmliche Lösung zu finden. Daneben wird seit 2016 die Ansiedlung der Trauerseeschwalbe mit Hilfe von künstlichen Nisthilfen gefördert. Im ersten Jahr konnten 18 Brutpaare beobachtet werden; 2018 waren es vier. Weiterhin wird versucht, den in Berlin und Brandenburg bereits ausgestorbenen Goldenen Scheckenfalter wieder auszusiedeln. Dazu wurden Falter aus einer größeren Population in Pasewalk entnommen und ab 2005 im Gebiet ausgesetzt. 2009 konnten bereits zwischen 2000 und 4000 Falter nachgewiesen werden. Die Population wird vom Ministerium für Ländliche Entwicklung, Umwelt und Landwirtschaft des Landes Brandenburg mittlerweile als stabil angesehen.